# Docalidia lamina
Docalidia lamina är en insektsart som beskrevs av Nielson 1992. Docalidia lamina ingår i släktet Docalidia och familjen dvärgstritar. Inga underarter finns listade i Catalogue of Life.